# Ioana Bulcă
Ioana Bulcă (Podari, 7 de janeiro de 1936 – Bucareste, 9 de julho de 2025) foi uma atriz romena que atuou em vinte filmes entre 1955 e 2007. Faleceu em 9 de julho de 2025, aos 89 anos.

## Biografia
Nascida em Podari, no Condado de Dolj, cursou o ensino secundário em Sibiu. Posteriormente, mudou-se para Bucareste, onde ingressou na Universidade Nacional de Teatro e Cinema Ion Luca Caragiale (IATC), formando-se em 1957.
Bulcă faleceu aos 89 anos e foi sepultada no Cemitério Bellu.

## Filmografia
- La Moara cu noroc (1957) – Ana
- Portretul unui necunoscut (1960)
- Mîndrie (1961)
- Fantomele se grăbesc (1966)
- Zodia Fecioarei (1967) – Midia
- Rautaciosul adolescent (1969)
- Mihai Viteazul (1971) – Doamna Stanca
- Atunci i-am condamnat pe toți la moarte (1972)
- Astă seară dansăm în familie (1972) – Blonda
- Das Geheimnis der Anden (1972) – Kate Homefield (série de TV)
- Ciprian Porumbescu (1973) – Tereza Kanitz
- Scorpia (1973) – filme para televisão
- Cantemir (1975) – Doamna Casandra
- Mușchetarul român (1975) – Doamna Casandra
- Burebista (1980) – Magna Mater Midia
- Șantaj (1981)
- Întoarcere la dragostea dintîi... (1981)
- Lovind o pasăre de pradă (1983)
- Bunicul și o biată cinste (1984)
- Restul e tăcere (2007) – Aristizza